# Harborough Magna
Harborough Magna – wieś w Anglii, w hrabstwie Warwickshire, w dystrykcie Rugby. Leży 25 km na północny wschód od miasta Warwick i 129 km na północny zachód od Londynu. W 2001 miejscowość liczyła 461 mieszkańców.